# Stygobromus putealis
Stygobromus putealis is een vlokreeftensoort uit de familie van de Crangonyctidae. De wetenschappelijke naam van de soort is voor het eerst geldig gepubliceerd in 1909 door Holmes.